# Hedeoma pulegioides
Hedeoma pulegioides е вид растение от семейство Устноцветни (Lamiaceae). Видът е незастрашен от изчезване.

## Разпространение
Hedeoma pulegioides е разпространен в източната част на Северна Америка, от Нова Скотия и южен Онтарио на запад до Минесота и Южна Дакота, и на юг до северните части на Джорджия и Арканзас.